# Over Drive (가넷 크로우의 노래)
〈Over Drive〉(오버 드라이브, 일본어: オーバー・ドライブ 오바 도라이브[*]는 가넷 크로우의 31번째 싱글이다. 2010년 4월 14일 기자 스튜디오에서 발매되었다.
전곡의 작곡은 나카무라 유리, 작사는 아즈키 나나, 편곡은 후루이 히로히토가 맡았다.
타이틀 곡 〈Over Drive〉는 《명탐정 코난: 천공의 난파선》의 주제가로 사용되었다.
초회한정반에는 《THE BEST History of GARNET CROW at the crest...》에 수록되어 있던 곡 〈As the Dew〉의 -Director's cut- Music Clip이 수록되어있는 DVD가 첨부되어 있다.

## 수록곡
CD
1. Over Drive
2. 라-라-라 그리고 1.2.3.(la-la-la それから 1.2.3)
3. Over Drive (instrumental)

DVD(초회한정반)
1. As the Dew (Director's cut)

## 타이업
- 전국 도호계 개봉 극장판 애니메이션 영화 《명탐정 코난: 천공의 난파선》 주제가 (#1)
- TV 도쿄계 《골프의 진수》 닫는 곡 (#2)

| 극장판 《명탐정 코난: 천공의 난파선》 주제가 |                            |                                  |
| 이전 곡: 쿠라키 마이 〈PUZZLE〉              | 가넷 크로우 〈Over Drive〉 | 다음 곡: B'z 〈Don't Wanna Lie〉 |